# Север (картина Куинджи)
«Север» — картина русского художника Архипа Куинджи (1841/1842—1910), написанная в 1879 году. Картина является частью собрания Государственной Третьяковской галереи (инв. 881). Размер картины — 132 × 103 см.

## История и описание
Картина «Север» была впервые показана в 1879 году на 7-й выставке Товарищества передвижных художественных выставок («передвижников»), вместе с двумя другими картинами художника — «После дождя» и «Берёзовая роща».
Картина «Север» была завершающим, прощальным произведением из трилогии художника о северной природе, к которой также относятся картины «Ладожское озеро» (1873) и «На острове Валааме» (1873).
На картине «Север» показан вид с высоты на уходящую в туманную даль равнину, которая на горизонте сливается с сероватым дымчатым небом. Этот величественный пейзаж символизирует безбрежные пространства северных земель, но при этом исполнен глубокой поэзии и любви к суровой природе.
Искусствовед Владимир Петров так писал в своей статье, посвящённой 150-летию со дня рождения Архипа Куинджи:
В картине «Север» Куинджи как бы с высоты птичьего полёта запечатлел величавую панораму уходящего в седую туманную даль холодного края, тонко передав чувство своеобразной «завороженности» этих неуютных суровых просторов. Очень выразителен и характерен для его творчества мотив растущей на гранитных скалах сосны (художник любил изображать также сосны, вцепившиеся корнями в почву на самом краю обрыва и упрямо тянущиеся к небу).